# Милухино
Милу́хино — деревня в Клинском районе Московской области России.
Относится к сельскому поселению Петровское, до муниципальной реформы 2006 года относилась к Елгозинскому сельскому округу. Население — 0 чел. (2010).

## Население
| 1852 | 1859 | 1890 | 1926 | 2002 | 2006 | 2010 |
| ---- | ---- | ---- | ---- | ---- | ---- | ---- |
| 196  | ↗200 | ↘188 | ↘141 | ↘0   | →0   | →0   |

## Расположение
Находится на автодороге Р107 Клин — Лотошино, примерно в 29 км к юго-западу от города Клина, на границе с Волоколамским районом. На территории зарегистрировано 2 садовых товарищества. Связана автобусным сообщением с районным центром. Ближайшие населённые пункты — деревни Тарасово, Нагорное и Княгинино.

## Исторические сведения
В «Списке населённых мест» 1862 года Милухина — казённая деревня 1-го стана Клинского уезда Московской губернии по Волоколамскому тракту, в 33 верстах от уездного города, при колодцах, с 29 дворами и 200 жителями (87 мужчин, 113 женщин).
По данным на 1890 год входила в состав Петровской волости Клинского уезда, число душ составляло 188 человек.
В 1913 году — 35 дворов.
По материалам Всесоюзной переписи населения 1926 года — деревня Тарховского сельсовета Петровской волости, проживал 141 житель (64 мужчины, 77 женщин), насчитывалось 27 крестьянских хозяйств.
С 1929 года — населённый пункт в составе Клинского района Московской области.